# Blaise Jaeger
Blaise Jaeger, né le 6 août 1963 à Boulogne-Billancourt, est un entrepreneur français.

## Biographie

### Famille
Blaise Jaeger est né le 6 août 1963 à Boulogne-Billancourt (Hauts-de-Seine) du mariage de Georges Jaeger, médecin, et de Annie Steib.

### Formation
Après des études au lycée Louis-le-Grand à Paris, il intègre l'École polytechnique en 1981 puis l'ISAE-SUPAERO, dont il est diplômé en 1986.

### Carrière professionnelle
Entre 1986 et 1995, Blaise Jaeger assure différentes fonctions au sein de la Délégation Générale pour l'Armement, notamment celle de directeur adjoint du programme d'observation spatiale Helios. En 1995, il est nommé ingénieur en chef de l'armement et rejoint la direction des affaires stratégiques, de sécurité et du désarmement, au Ministère des Affaires étrangères.
En 1997, il poursuit sa carrière dans l'industrie, d'abord comme responsable des affaires futures d'observation à la division satellite d'Aerospatiale puis comme directeur des télécommunications militaires, directeur commercial adjoint et enfin directeur de la Business Line Télécommunications de Thales Alenia Space.
En 2009, Blaise Jaeger est nommé directeur général de Thales Communications puis en 2010 directeur général adjoint de Thales et président de Thales International.
En 2013 il rejoint Capgemini comme directeur de la division Aérospatiale et Défense,.
Il crée en 2016 la plateforme de financement participatif immobilier Epatrimony.
Il est administrateur de CS Group et de l'amicale des Alumni de l'ISAE-SUPAERO et membre du Centre d'Etudes et de Prospective Stratégique (CEPS).

## Engagement politique
Blaise Jaeger a adhéré au mouvement En Marche en 2016. Après avoir participé aux campagnes présidentielles, législatives et européennes, il fait partie des premiers candidats investis sur les listes de La République en marche pour les élections municipales de 2020 à Paris, derrière Benjamin Griveaux et Pacôme Rupin, sur la liste de Paris Centre. 

## Décorations
Blaise Jaeger est nommé chevalier de l'Ordre national du Mérite le 10 novembre 2004.